# Billy West (acteur)
Pour les articles homonymes, voir West et Billy West.
 (octobre 2021).
Si vous disposez d'ouvrages ou d'articles de référence ou si vous connaissez des sites web de qualité traitant du thème abordé ici, merci de compléter l'article en donnant les références utiles à sa vérifiabilité et en les liant à la section « Notes et références ».
Roy B. Weissburg, dit Billy West, est un acteur, réalisateur et producteur de cinéma américain, né le 22 septembre 1892 en Russie et mort le 21 juillet 1975 à Hollywood (Californie). C'est un des imitateurs de Charlie Chaplin.

## Biographie
Roy B. Weissburg est né dans l'Empire russe d'une famille juive. Sa famille a émigré à Chicago en 1894. Il est entré dans le Vaudeville sous le nom de « William B. West » en 1909 et a joué dans des théâtres à travers l'Amérique jusqu'en 1916.
En 1917, lorsque la renommée de Charlot est à son apogée, beaucoup d'acteurs tentent de l'imiter. Billy West tourne sous la direction d'Arvid E. Gillstrom une série de films avec Oliver Hardy comme partenaire, jouant en général les « méchants ». À leurs côtés, on retrouve aussi des acteurs ayant tourné avec Charlie Chaplin comme Leo White.
Le plagiat du personnage de Chaplin est possible à l'époque car ce dernier n'est pas réellement défini. Aux États-Unis où son personnage est connu sous le nom de « the Tramp » (le vagabond), « Charlot » n'existe pas. Charlie Chaplin a d'ailleurs repris l'apparence d'un personnage qu'il jouait sur les planches dans la compagnie de Fred Karno et n'en est pas lui-même le créateur.
Il abandonne au début des années 1920 le personnage de Charlot et tente d'imposer sans trop de succès le sien. Il devient tour à tour producteur et réalisateur et termine comme assistant-réalisateur à la Columbia Pictures.
Il meurt en 1975 d'une crise cardiaque, alors qu'il quitte l'hippodrome de Hollywood Park (en), à Los Angeles.

## Filmographie partielle

### En tant qu'acteur
- 1916 : His Married Life
- 1916 : His Waiting Career

#### King Bee Studios
- 1917 : Back Stage d'Arvid E. Gillstrom (CM) : Props
- 1917 : The Hero d'Arvid E. Gillstrom (CM) : The Hero
- 1917 : Dough Nuts d'Arvid E. Gillstrom (CM) : Billy, the New Baker
- 1917 : Cupid's Rival d'Arvid E. Gillstrom (CM) : Janitor
- 1917 : The Villain d'Arvid E. Gillstrom (CM) : Billy
- 1917 : The Millionaire d'Arvid E. Gillstrom (CM) : Billy
- 1917 : The Goat d'Arvid E. Gillstrom (CM) : An Inventor
- 1917 : The Fly Cop d'Arvid E. Gillstrom (CM) : The Fly Cop
- 1917 : The Chief Cook d'Arvid E. Gillstrom (CM) : The Star Boarder
- 1917 : The Candy Kid d'Arvid E. Gillstrom (CM) :
- 1917 : The Hobo d'Arvid E. Gillstrom (CM) : The Hobo
- 1917 : The Pest d'Arvid E. Gillstrom (CM) : The Pest
- 1917 : The Band Master d'Arvid E. Gillstrom (CM) : Billy, bandleader
- 1917 : The Slave d'Arvid E. Gillstrom (CM) : Billy, the slave
- 1918 : The Stranger d'Arvid E. Gillstrom (CM) : The Prospector
- 1918 : His Day Out d'Arvid E. Gillstrom (CM) : Billy (+ scénario)
- 1918 : The Rogue d'Arvid E. Gillstrom (CM) : Billy
- 1918 : The Orderly d'Arvid E. Gillstrom (CM) : Peace and Quiet Sanitarium Orderly
- 1918 : The Scholar d'Arvid E. Gillstrom (CM) : un étudiant
- 1918 : The Messenger d'Arvid E. Gillstrom (CM) : Billy, le messager
- 1918 : The Handy Man de Charley Chase (CM)
- 1918 : Bright and Early de Charley Chase (CM) : A Bellboy
- 1918 : The Straight and Narrow (en) de Charley Chase (CM) : Ex-convict
- 1918 : Playmates de Charley Chase (CM) : Kid
- 1918 : Beauties in Distress (en) de Charley Chase (CM) :

#### Divers
- 1918 : He's in Again (CM) : un client
- 1918 : Bunco Billy
- 1918 : Bombs and Bull
- 1918 : Billy in Harness
- 1921 : Lines Busy de Craig Hutchinson (CM)
- 1933 : Un danger public (Picture Snatcher) de Lloyd Bacon
- 1934 : C'était son homme (He was her man) de Lloyd Bacon